# Record Plant

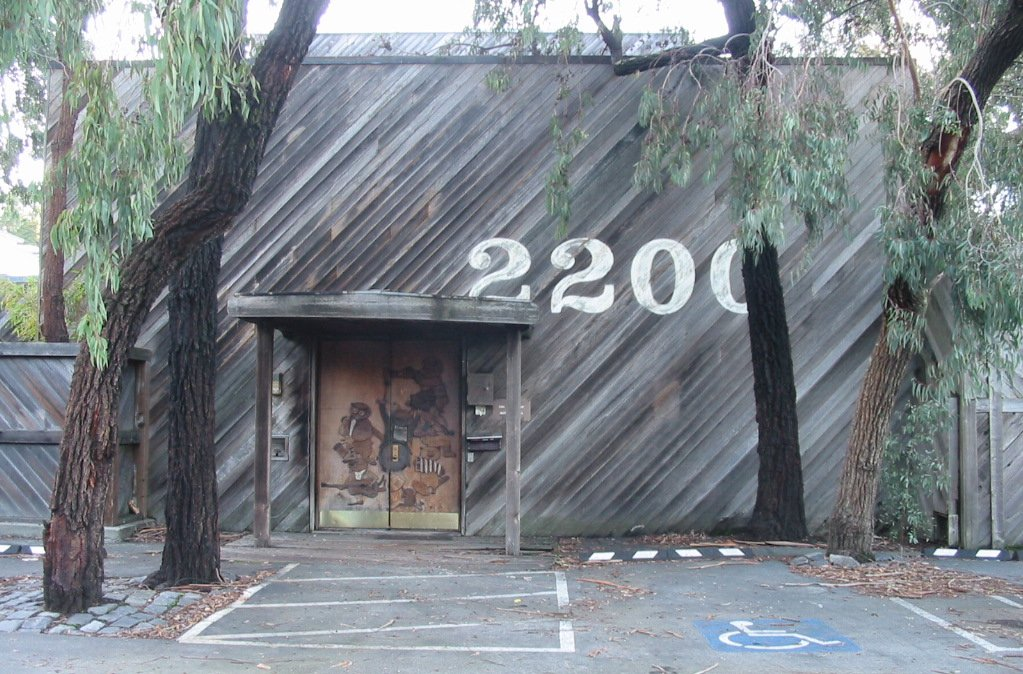
Hoofdingang van de voormalige studio in Sausalito (Marin County).

De Record Plant (platenfabriek) is een Amerikaanse opnamestudio in Los Angeles. De eerste studio met deze naam werd in 1968 door Gary Kellgren en Chris Stone in New York opgericht. Het jaar daarna openden ze een tweede studio in Los Angeles en in 1972 volgde een derde in Sausalito (ten noorden van San Francisco). Kellgren stierf in 1977 en in de jaren 80 kwamen de studio's van New York en Sausalito in andere handen terecht. De eerste studio sloot in 1987 en de derde in 2008. Alleen de studio in Los Angeles opereert nog onder de naam The Record Plant.
De Record Plant in New York was de eerste opnamestudio die de artiesten een comfortabele, ontspannen omgeving aanbood, in tegenstelling tot de klinische studio's die de norm waren in de jaren 1960. Volgens Stone was Kellgren, die hetzelfde format ook in LA en Sausalito toepaste, grondlegger voor de manier waarop studio's er later wereldwijd uit kwamen te zien.